# Стефан Цонков
Стефан Цонков е български футболист, който от лятото на 2017 г. играе като защитник за тайландския Муангтонг Юнайтед (Маунг Тонг Тани)